# جشن بزرگ
جشن بزرگ (به انگلیسی: The Big Parade) فیلمی ۱۴۱ دقیقه‌ای به کارگردانی کینگ ویدور با بازی جان گیلبرت و کلیر آدامز است.